# ラインラント＝プファルツ州

ラインラント＝プファルツ州
Land Rheinland-Pfalz

| ラインラント＝プファルツ州の旗 | ラインラント＝プファルツ州の紋章 |
| ------------------------------ | -------------------------------- |
| 州旗                           | 州の紋章                         |
| 州歌                           | なし                             |

| 州都                            | マインツ                                                          |
| 面積                            | 19,846.91 km² （第9位）                                           |
| 人口 - 総計 - 人口密度          | （2022/12/31） 4,159,150 人 （第7位） 209.0 人/km²                |
| ISO 3166-2:DE                   | DE-RP                                                             |
| 公式サイト                      | ラインラント＝プファルツ州政府                                    |
| 政 治                           |                                                                   |
| 州首相                          | アレクサンダー・シュヴァイツァー（ドイツ語版） (ドイツ社会民主党) |
| 与党                            | ドイツ社会民主党、 同盟90/緑の党及び 自由民主党                   |
| 前回選挙                        | 2021年3月14日                                                     |
| 次回選挙                        | 2026年                                                            |
| 連邦参議院（上院） での投票権数 | 4                                                                 |
| 地 方                           |                                                                   |
| 市町村数 * 独立市               | 2,306 12                                                          |

ラインラント＝プファルツ州（ラインラント＝プファルツしゅう、ドイツ語: Land Rheinland-Pfalz）は、ドイツに16ある連邦州の一つ。州都はマインツ。世界有数のドライバーズサーキット・ニュルブルクリンクが州北部アールヴァイラー郡のアイフェル丘陵にある。

## 地理
ラインラント＝プファルツ州はドイツの西南部に位置し、西はフランス、ルクセンブルク、ベルギーとザールラント州、南はバーデン＝ヴュルテンベルク州、東はヘッセン州、北はノルトライン＝ヴェストファーレン州に接している。
州の南部ではライン川がバーデン＝ヴュルテンベルク州、ヘッセン州との境界になっており、ライン川は州北部では中央部を通る。ライン谷が山々を区切る地形が興味深い景観を作っており、ドイツの歴史的にも重要な土地である。
州北西部はアイフェル山脈の南部を含んでいる。南へ進むとライン川の対岸から続くタウヌス山地の一部であるフンスリュック山地がある。これら南部の高地はプフェルツァーヴァルト (Pfälzerwald) と呼ばれている。これら主要な山地はそれぞれライン川の3つの支流であるモーゼル川、ラーン川、ナーエ川によって3つの地域に分割されており、いずれもドイツワインの名産地として知られている。
コブレンツ以西の地域はトリーアも含めて、フランス文化の影響を濃厚に残している特徴がある。

## 歴史
第二次世界大戦後、連合軍軍政期の1946年8月30日に成立した。バイエルン州の一部であったプファルツ地方、オルデンブルク州に属していたビルケンフェルトを含むプロイセン州のライン県南部とナッサウ県、ヘッセン＝ダルムシュタット州に属していたライン川西部のラインヘッセンから構成される。1947年5月18日の住民投票で法的に州として承認された。
2021年7月、集中豪雨によりライン川が一帯が氾濫。州内でも水害により多数の死者・行方不明者が発生した。

## 政治
ラインラント＝プファルツ州は議会民主制の政治が行われている。5年に1度、州議会の選挙が行われ、投票権は州内の18歳以上全員に与えられる。さらに、州議会内から州首相を選出、内閣が組織される。ドイツの中で、ラインラント＝プファルツ州にのみワイン製造に関する大臣がいる。

### 州議会
州議会 (Landtag) の定数は101で、2021年3月14日行われた選挙での、各党の「得票率／獲得議席数(前回2016年選挙からの増減)／議席占有率」は以下の通りである。
- ドイツ社会民主党 (SPD) 　32.2%／39議席(±0)／25.3%
- ドイツキリスト教民主同盟 (CDU) 　31.4%／31議席(-4)／20.1%
- 同盟90/緑の党 (GRÜNE) 　10.9%／10議席(+4)／6.5%
- ドイツのための選択肢(AfD)　7.6%／9議席(-5)／5.9%
- 自由民主党 (FDP)　6.0%／6議席(-1)／3.9%
- 自由な有権者（ドイツ語版） (FW) 　7.5%／6議席(+6)／3.9%

――――――――――――――――――――――――――――――――――――――――
- 左翼党 (Linke) 　2.8%／0議席(±0)／0%　　※阻止条項により議席を獲得できなかった。

### 歴代州首相
- 1947年6月13日 - 1947年7月9日: ヴィルヘルム・ボーデン (Wilhelm Boden)、CDU
- 1947年 - 1969年: ペーター・アルトマイアー (Peter Altmeier)、CDU
- 1969年 - 1976年: ヘルムート・コール (Helmut Kohl)、CDU ※後の連邦首相。
- 1976年 - 1988年: ベルンハルト・フォーゲル (Bernhard Vogel)、CDU
- 1988年 - 1991年: カール＝ルートヴィヒ・ヴァーグナー (Carl-Ludwig Wagner)、CDU
- 1991年 - 1994年: ルドルフ・シャーピング (Rudolf Scharping)、SPD
- 1994年 - 2013年: クルト・ベック (Kurt Beck)、SPD　※2006年-2008年はSPD党首
- 2013年 - 2024年: マル・ドライヤー (Marie-Luise "Malu" Dreyer)、SPD
- 2024年より: アレクサンダー・シュヴァイツァー（ドイツ語版） (Alexander Schweitzer)、SPD

## 地方行政
ラインラント＝プファルツ州は、かつては州内を3つの行政管区に区分して、それぞれの地域に属する自治体の活動を監督していた。しかし、2000年1月1日をもって行政管区は廃止された。
州に直属する地方自治体は、24の郡と、郡には属さない12つの独立市から成る。郡には、163の連合自治体（Verbandsgemeinde, フェアバンツゲマインデ）と連合を組まない37の自治体が属する。連合自治体を構成する自治体の内訳は、市 (Stadt) が82、町村が2175。連合を組まない自治体の内訳は、市が25、町村が12。市も含めた広義の「ゲマインデ」（基礎自治体）の総数は2306である。

### 郡
郡と郡庁所在地。番号は右の区分地図に対応。
1. アールヴァイラー郡 - バート・ノイェンアール＝アールヴァイラー
2. アルテンキルヒェン郡 - アルテンキルヒェン
3. アルツァイ＝ヴォルムス郡 - アルツァイ
4. バート・デュルクハイム郡 - バート・デュルクハイム
5. バート・クロイツナハ郡 - バート・クロイツナハ
6. ベルンカステル＝ヴィットリヒ郡 - ヴィットリヒ
7. ビルケンフェルト郡 - ビルケンフェルト
8. コッヘム＝ツェル郡 - コッヘム（コーヘム）
9. ドナースベルク郡 - キルヒハイムボーランデン
10. アイフェル・ビットブルク＝プリュム郡 - ビットブルク
11. ゲルマースハイム郡 - ゲルマースハイム
12. カイザースラウテルン郡 - カイザースラウテルン
13. クーゼル郡 - クーゼル
14. マインツ＝ビンゲン郡 - インゲルハイム・アム・ライン
15. マイエン＝コブレンツ郡 - コブレンツ
16. ノイヴィート郡 - ノイヴィート
17. ライン＝フンスリュック郡 - ジンメン
18. ライン＝ラーン郡 - バート・エムス
19. ライン＝プファルツ郡 - ルートヴィヒスハーフェン・アム・ライン
20. ズュートリヒェ・ヴァインシュトラーセ郡 - ランダウ・イン・デア・プファルツ
21. ズュートヴェストプファルツ郡 - ピルマゼンス
22. トリーア＝ザールブルク郡 - トリーア
23. ヴルカーンアイフェル郡 - ダウン
24. ヴェスターヴァルト郡 - モンタバウアー

### 独立市
右上図での位置を付記した。
- フランケンタール（ドイツ語版） - 19の内側北部
- カイザースラウテルン - 12の内側部分
- コブレンツ - 15の東
- ランダウ・イン・デア・プファルツ - 20の内側部分 + 4,20,21の間
- ルートヴィヒスハーフェン・アム・ライン - 19の中部
- マインツ - 14の東北
- ノイシュタット・アン・デア・ヴァインシュトラーセ - 4と20の間
- ピルマゼンス - 21の内側部分
- シュパイアー - 19の東南
- トリーア - 22の内側部分
- ヴォルムス - 3,4,19の間
- ツヴァイブリュッケン - 21の西部